# Giuseppe Pecci (1807-1890)
Giuseppe Pecci (Carpineto, 13 december 1807 - Rome, 8 februari 1890) was een Italiaans geestelijke en kardinaal van de Rooms-Katholieke Kerk, die - omdat hij als zodanig gecreëerd werd door zijn jongere broer paus Leo XIII - geldt als de laatste kardinaal-nepoot.
Pecci was een van de zeven kinderen van graaf Dominico Ludovico Pecci en Anna Prosperi Buzzi. Samen met zijn jongere broer Gioacchino bezocht hij het lyceum van de jezuïeten in Viterbo. Hij trad in 1824 in Rome tot de Orde der jezuïeten toe. Hij studeerde aan het Collegio Romano (Gregoriana) en doceerde na zijn afstuderen filosofie aan de seminaries van Urbino en Forlì. Tussen 1830 en 1833 gaf hij les op jezuïetencolleges in Reggio Emilia, Faenza en Modena. Hij werd in 1837 priester gewijd en legde in 1842 zijn eeuwige geloften af. Pecci ontwikkelde zich tot een vooraanstaand wetenschapper op het terrein van het thomisme. Hij doceerde thomistische filosofie in Rome en - later - aan het seminarie van Perugia, waar zijn jongere broer Gioacchino inmiddels aartsbisschop was. In 1859 richtte hij met zijn broer de Accademia Perugina di San Tommaso op. In 1861 werd hij door paus Pius IX benoemd tot hoogleraar thomistische wijsbegeerte aan de Universiteit Sapienza Rome. Hij zou zijn leerstoel in 1870 verliezen, omdat hij weigerde de als anti-paaps bekendstaande eed van loyaliteit aan de Italiaanse regering af te leggen. Hij werd door de paus benoemd in verschillende voorbereidingscommissies voor het Eerste Vaticaans Concilie.
Zijn broer, inmiddels gekozen als paus Leo XIII, benoemde Pecci in 1878 tot huisprelaat en adjunct-bibliothecaris van de Vaticaanse Bibliotheek. Het College van Kardinalen, daartoe aangezet door kardinaal Camillo di Pietro, drong er bij de paus op aan zijn broer te verheffen tot kardinaal,wat ook plaatsvond tijdens het consistorie van 12 mei 1879. De Sant'Agata dei Goti werd zijn titeldiakonie.
Kardinaal Pecci had een belangrijke rol bij de samenstelling van de encycliek Æterni Patris, waarin paus Leo het herstel van de christelijke filosofie in de christelijke scholen verordonneerde. Hij was lid van de Commissie van Kardinalen voor de bestudering van de Geschiedenis. In 1884 werd hij prefect van de H. Congregatie voor de Studies.
Kardinaal Pecci overleed aan de gevolgen van een longontsteking. Zijn lichaam werd bijgezet in de kapel van de jezuïeten op Campo Verano.
- Bibliothèque nationale de France: cb10620998n (data)
- Gemeinsame Normdatei: 172317339
- International Standard Name Identifier: 0000 0001 1608 725X
- Library of Congress Control Number: no00077090
- Nationale Bibliotheek van Tsjechië: skuk0004506
- Nederlandse Thesaurus van Auteursnamen: 067466478
- Istituto Centrale per il Catalogo Unico: MUSV050364
- Système universitaire de documentation: 073342300
- Virtual International Authority File: 24592263
- WorldCat: E39PBJp699h7r8RhgbfgJJxVYP